# Jan Josef Wirch
Jan Josef Wirch (Košetice, 15 de octubre de 1732-Teplice, 1802) fue un arquitecto y constructor checo de finales del barroco y el rococó. Junto a Anselm Lurag, figura entre los representantes más importantes de la arquitectura rococó checa. En su obra, siguió tanto las tradiciones domésticas del Alto Barroco checo y las obras de los Dientzenhofers, como la arquitectura vienesa, especialmente la obra de JB Fischer de Erlach. En sus edificios, la acentuación del eje central en masas de diversa graduación se aplicó como un principio arquitectónico distintivo. Su frecuente colaborador fue el escultor Ignác František Platzer.

## Edificios importantes
- Palacio Pachtů z Rájov en Praga, Celetná 587/36 (alrededor de 1755)
- Colegio jesuita Novoměstská en Praga, parte occidental (hoy parte del Hospital General de la Facultad, alrededor de 1760)
- Týnec cerca de Klatov, interiores del ala oeste del llamado castillo nuevo (alrededor de 1760)
- Palacio Arzobispal de Praga (alrededor de 1761-1770)
- probablemente también el castillo de Bon Repos (1762-1768)
- Palacio de Bretfeld en Praga, Nerudova 33 (alrededor de 1765)
- Instituto Novoměstsk de Nobles en St. Ángeles en Praga, ahora el edificio principal del Hospital General de la Facultad (1765-1769)